# Steuerberg
Steuerberg osztrák község Karintia Feldkircheni járásában. 2016 januárjában 1731 lakosa volt. 

## Elhelyezkedése

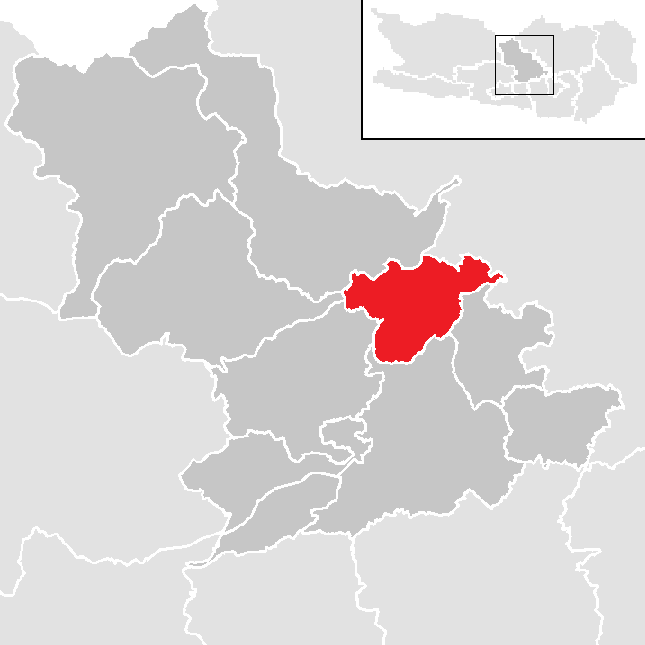
Steuerberg a Feldkircheni járásban

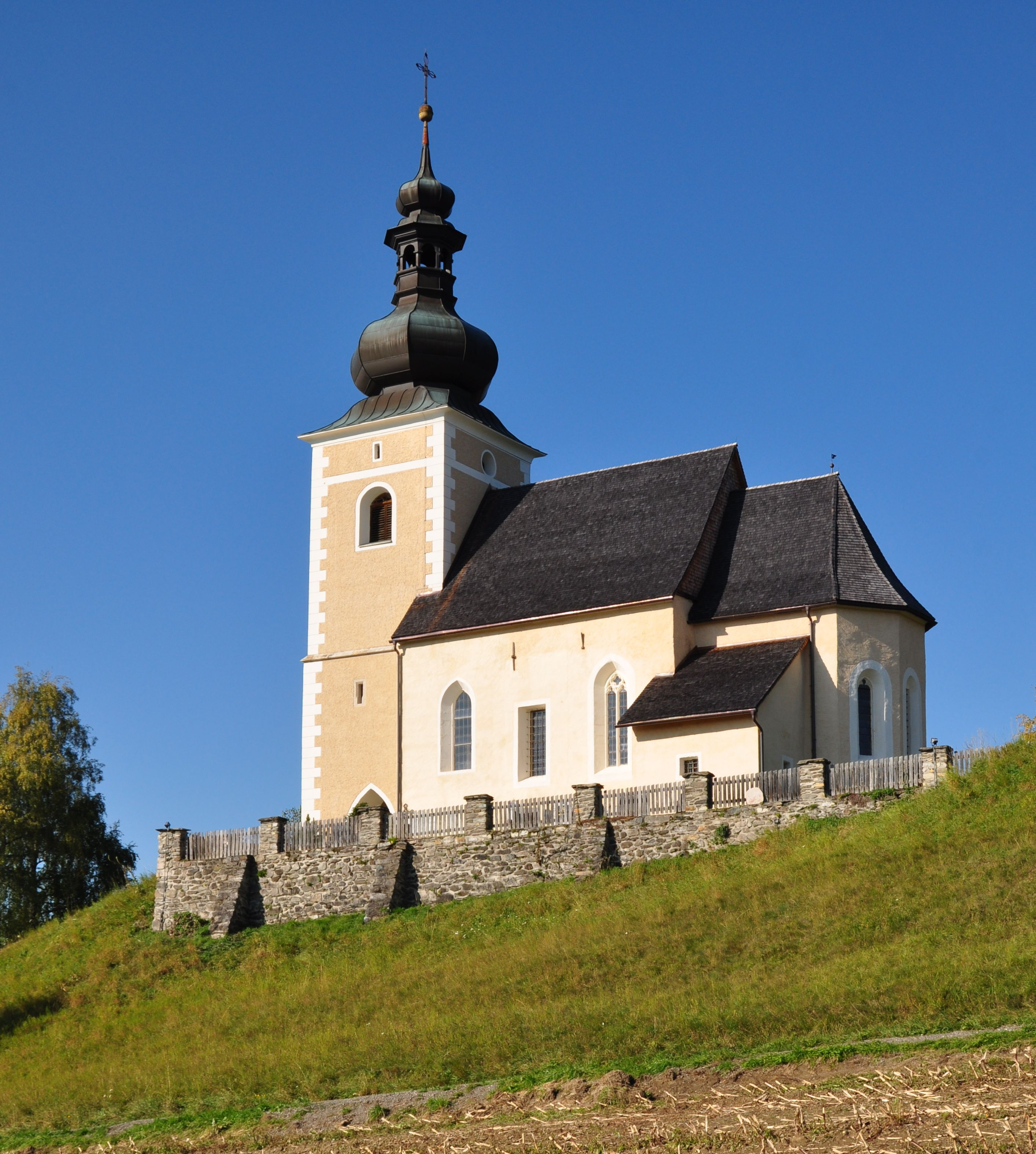
A Szt. András-templom

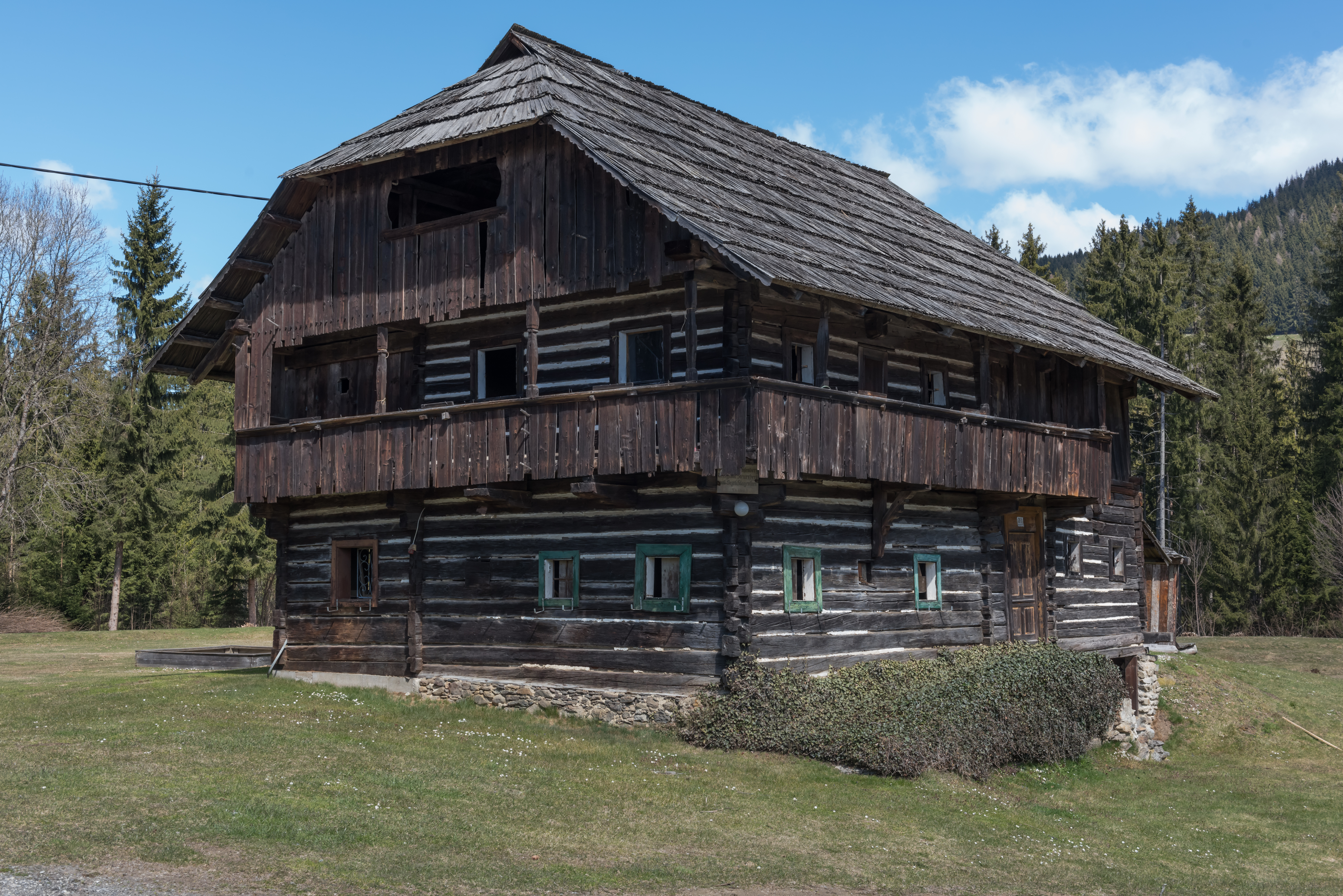
A 18. századi sekrestyéslakás

Sankt Urban Karintia középső részén fekszik, a Gurk-völgy és Wimitz-völgy között, mintegy 10 km-re északra a járási székhely Feldkirchentől. Az önkormányzat négy katasztrális községben 31 falut és településrészt fog össze.
A környező települések: délkeletre Sankt Urban, délre Feldkirchen in Kärnten, délnyugatra Himmelberg, nyugatra Gnesau, északnyugatra Albeck, északkeletre Weitensfeld im Gurktal, keletre Frauenstein.

## Története
A település első említése egy 1130 és 1145 közé datálható oklevélen történt (korábbi nevén, Touernichként), amelyben az admonti kolostornak adományoznak ezen a helyen egy birtokot. Mai neve először 1169-ben bukkan fel egy bizonyos Reginherus de Steyrberch nevében. A névváltás oka, hogy addigi birtokosa, Bernhard von Spanheim elesett a második keresztes háborúban és a stájer őrgróf  örökölt utána ("Steierberg" - stájer hegy).
A napóleoni háborúk során Felső-Karintia a francia fennhatóságú Illír tartományok része volt. A francia-osztrák határ éppen Steuerbergen haladt keresztül, egészen 1814-ig. 
Az 1848-as polgári forradalom utáni közigazgatási reform után Steuerberg Feldkirchen része volt, de már 1866-ban különvált három katasztrális község: Wabl, Alt- és Neusteuerberg és létrehozták a mai önkormányzatot. Azóta területe alapvetően nem változott csak kisebb kiigazításokra került sor 1923-ban és 1973-ban. 

## Lakosság
A steuerbergi önkormányzat területén 2016 januárjában 1731 fő élt, ami növekedést jelent 2001-es 1693 lakoshoz képest. Akkor a helybeliek 97,4%-a volt osztrák, 1,7% pedig német állampolgár. 78,4%-uk katolikusnak, 16,7% evangélikusnak, 3,2% pedig felekezeten kívülinek vallotta magát.

## Látnivalók
- Szt. Péter és Pál-plébániatemplom
- A steuerbergi vár romjai
- 18. századi kétszintes faház, a sekrestyés volt lakása
- a wachsenbergi Szt. András-templom

## Testvértelepülések
- Tavagnacco, Olaszország

## Fordítás
- Ez a szócikk részben vagy egészben  a   Steuerberg című német Wikipédia-szócikk ezen változatának fordításán alapul.  Az eredeti cikk szerkesztőit annak laptörténete sorolja fel. Ez a jelzés csupán a megfogalmazás eredetét és a szerzői jogokat jelzi, nem szolgál a cikkben szereplő információk forrásmegjelöléseként.